# السياسة البيئية لإدارة جو بايدن
كان يُتوقع أن تتبع السياسة البيئية لإدارة جو بايدن سياسة إدارة أوباما للحد من انبعاثات الكربون بهدف الحفاظ على البيئة للأجيال القادمة. تمثل الهدف المناخي الرئيسي بتحقيق محايدة انبعاثات الغازات الدفيئة بحلول عام 2050. لكن وفقًا لرسالة أرسلها مجموعة من نشطاء المناخ الشباب إلى الإدارة، لن تكون العودة إلى سياسة أوباما وتحقيق محايدة الكربون بحلول عام 2050 كافية لتحقيق الاستقرار المناخي.

## نظرة عامة
يرى جو بايدن تغير المناخ على أنه «تهديد وجودي»، وهي وجهة نظر يدعمها المجتمع العلمي إلى حد كبير.
يُتوقع أن تتضمن السياسة البيئية لإدارة جو بايدن تدابير صارمة لمكافحة تغير المناخ من خلال قطاعات اقتصادية مختلفة. شارك العديد من المرشحين للوظائف الرئيسية في الإدارة سابقًا في تعزيز مثل هذه الإجراءات. تزيد السيطرة الديمقراطية على الكونغرس من فرص قدرة الإدارة على إصدار التشريعات المتعلقة بالمناخ. تتضمن هذه السياسة الضغط على الدول الأخرى لخفض الانبعاثات باستخدام طرق مثل التمويل أو الرسوم الجمركية. سيقود جون كيري الجهود بصفة مبعوث رئاسي رسمي لمكافحة التغير المناخي.
تغيرت خطة المناخ الخاصة بجو بايدن بشكل كبير في عام 2020. تعرضت في البداية لانتقادات من قبل عدة مجموعات بيئية. تشاور بايدن مع العديد منهم بشكل رئيسي من خلال فريق عمل وحدة بايدن ساندرز وأدرج العديد من توصياتهم في خططه، فحصد بذلك مزيدًا من الدعم.
حددت الإدارة هدفًا يتمثل في تحقيق انبعاثات صفرية صافية من قطاع الكهرباء بحلول عام 2035. يعد قطاع النقل أكبر مصدر لانبعاثات غاز ثاني أكسيد الكربون في الولايات المتحدة، وستكون هناك حاجة إلى انتقال واسع النطاق إلى وسائل النقل الخالية من الكربون لتقليل انبعاثاته. تشمل القطاعات الأخرى ذات الانبعاثات الكبيرة الزراعة والتشييد. زاد التأخير الطويل في إجراءات مكافحة تغير المناخ من صعوبة تحقيق أهداف الإدارة المتعلقة بالمناخ.
قبل الانتخابات، وعد بايدن بإعطاء جميع المدن التي يزيد عدد سكانها عن 100000 مواطن، وسائل نقل عام جيدة وخيارات نقل صفرية الانبعاثات. يُتوقع أن يعمل وزير النقل، بيت بوتجيج، على تحقيق هذه الأهداف. يخطط بايدن لزيادة استخدام وسائل النقل «الخالية من الكربون»، بما في ذلك ركوب الدراجات والمشي.
تتضمن خطة مناخ بايدن زيادة ملحوظة في المباني المستدامة. وفقًا للخطة، يجب ترقية 4 ملايين مبنى في الولايات المتحدة، لضمان الحصول على 2 مليون مبنى مقاوم للتجوية خلال 4 سنوات، ما سيخلق مليون وظيفة خضراء. يجب بناء مليون مبنى مستدام.
يتمثل الهدف النهائي للإدارة ببلوغ محايدة الكربون في الولايات المتحدة بحلول عام 2050.

## لمحة عامة

### 2021

#### العمل المحلي
قال بايدن أثناء تنصيبه: «كوكبنا يصرخ من أجل البقاء، صرخة شديدة اليأس والوضوح». في الساعات الأولى من توليه منصبه في 20 يناير عام 2021، وقع الرئيس بايدن على أمر تنفيذي أعاد انضمام الولايات المتحدة إلى اتفاق باريس للمناخ. أمر أيضًا بالعودة إلى سياسة «كلفة الكربون الاجتماعية»، أي عند حساب مقدار كلفة بعض التدابير، يجب حساب كلفة تأثيرات تغير المناخ التي يمكن تجنبها نتيجة لهذا الإجراء. رحبت المجموعات البيئية واتحاد العلماء المهتمين بهذه الأوامر.
أصدر الرئيس بايدن أمرًا تنفيذيًا بوقف تطوير خط أنابيب كيستون، بالإضافة إلى توجيه الوكالات لمراجعة وعكس أكثر من 100 إجراء اتخذه ترامب بشأن البيئة.
اتخذ بايدن بعض الإجراءات لتحسين الصلة بين العلم وسياسة إدارته بما في ذلك القضايا البيئية. شمل ذلك المراجعات البيئية للمشاريع الكبرى قبل الموافقة عليها، وفقًا لقانون السياسة البيئية الوطنية، وتحسين وظيفة وكالة حماية البيئة، وإعادة إنشاء هيئة علمية لحساب الكلفة الاجتماعية للغازات الدفيئة (ليس فقط ثاني أكسيد الكربون). أمر بوقف التنقيب عن النفط والغاز في المحمية الوطنية للحياة الطبيعية في القطب الشمالي. أمر بالنظر في أصوات الشعوب الأصلية في الأمريكتين في عملية الموافقة على المشاريع. بدأ أيضًا عملية تثبيت معايير انبعاثات غاز الميثان.
بعد أسبوع واحد من توليه الرئاسة، وقع بايدن عدة أوامر لمكافحة تغير المناخ وحماية البيئة. أمر وزير الداخلية بوقف عمليات التنقيب عن النفط والغاز الجديدة في الأراضي والمياه الفيدرالية ومراجعة المشاريع القائمة. أصدر أمرًا آخر يهدف لحماية 30% من أراضي الولايات المتحدة ومياهها بحلول عام 2030. أدى هذا الأمر إلى إنشاء خطة لتمويل الإجراءات المناخية وتحديد هدف مناخي للولايات المتحدة. وقع بايدن بيانًا رئاسيًا لمنع الضغط السياسي على العلماء.
يرى بايدن أن تغير المناخ مشكلة ذات تأثيرات خطيرة على الأمن، فأمر مديرة المخابرات الوطنية، أفريل هاينز، بإعداد تقرير حول هذه التأثيرات. بسبب اعتقاده أن تغير المناخ له تأثير كبير على السياسة الخارجية، ضم جون كيري، المبعوث الرئاسي لشؤون المناخ، في مجلس الأمن القومي. أنشأ فريق عمل وطني للمناخ «يتألف من مسؤولين من 21 وكالة ووزارة فيدرالية» ومكتب البيت الأبيض لسياسة المناخ المحلية. قال بايدن «من وجهة نظري، لقد انتظرنا بالفعل وقتًا طويلاً للتعامل مع أزمة المناخ هذه ولا يمكننا الانتظار أكثر من ذلك. نراه بأعيننا، ونشعر به، ونعرفه في داخلنا» و«حان وقت العمل». ذكر أيضًا أن العمل المناخي مرتبط بجوانب أخرى من برنامج عمله: الصحة والوظائف والأمن.
أمر بايدن بزيادة كمية الطاقة المنتجة من عنفات الرياح البحرية بمقدار الضعف بحلول عام 2030.
في نفس اليوم أمر بايدن بإنهاء جميع إعانات الوقود الأحفوري. أمر ببدء عملية تحويل قطاع الطاقة في الولايات المتحدة الأمريكية إلى منطقة خالية تمامًا من الأحفوريات بحلول عام 2035 والتأكد من أن تصبح جميع السيارات الفيدرالية كهربائية. أمر بزيادة إنتاج الطاقة المتجددة على الأراضي والمياه الفيدرالية، لتشكيل فيلق المناخ المدني، وجعل شركات الوقود الأحفوري مسؤولة عن إصلاح الأعطال التي تؤدي إلى أضرار بيئية. لضمان تحقيق العدالة البيئية، أمر بإرسال 40% من جميع الاستثمارات المناخية إلى المجتمعات الضعيفة وأنشأ هيئة خاصة للتعامل مع هذه القضية: مجلس العدالة البيئية للبيت الأبيض المشترك.
كتبت مجموعتا حماية عريضة إلى جو بايدن، تطلبان منه اتخاذ خطوات لإنقاذ النحل الطنان الأمريكي من الانقراض. انخفضت أعداد هذا النحل في الولايات المتحدة الأمريكية بنسبة 89% بسبب «التهديدات التي تمثلت بفقدان الموائل والمبيدات الحشرية والأمراض وتغير المناخ والتنافس مع نحل العسل وفقدان التنوع الجيني».

#### العمل الدولي
هنأ الأمين العام للأمم المتحدة بايدن، مشيرًا إلى أنه مع عودة الولايات المتحدة للانضمام إلى الاتفاق، ستتعهد الدول المسؤولة عن ثلثي انبعاثات الغازات الدفيئة العالمية بأن تصبح محايدة للكربون، وبدون الولايات المتحدة، لن تتجاوز النسبة النصف. هنأ الرئيس الفرنسي، إيمانويل ماكرون، بايدن قائلاً «أهلا بكم من جديد في اتفاق باريس!».
قال جون كيري إن تعهد الصين ببلوغ الانبعاثات الصفرية بحلول عام 2060 «ليس جيدًا بما يكفي». تحث إدارة بايدن الصين على تحسينها.
يخطط بايدن لعقد قمة عالمية للمناخ في يوم الأرض، 22 أبريل عام 2021. ينبغي أن تشجع القمة القادة على زيادة التزاماتهم، بحيث تتماشى مع توصيات العلماء. ليس لدى الولايات المتحدة مساهمة رسمية محددة وطنيًا حاليًا لأنها لم تكن جزءًا من اتفاق باريس لفترة من الزمن، ويُحتمل أن يُقدم موجز لها بحلول وقت انعقاد القمة. قال الخبراء إنه من أجل الحد من ارتفاع درجات الحرارة بنسبة كافية، يجب على الولايات المتحدة تقليل الانبعاثات بنسبة 50% تقريبًا عن مستويات عام 2005 بحلول عام 2030.
بعد أسبوع واحد من تولي بايدن الرئاسة، بدأ عملية إنشاء خطة خاصة لتقديم مساعدة مالية للبلدان ذات الدخل المنخفض بهدف التخفيف من آثار تغير المناخ والتكيف مع تغير المناخ.